# Samaina
Samaina (altgriechisch σάμαινα) ist ein Schiffstyp der griechischen Antike, ein Langschiff mit zwei Ruderreihen, Segel und Rammsporn. Möglicherweise waren die Samainas relativ breit gebaut, wodurch sie sowohl als Kriegs- als auch als Frachtschiffe tauglich waren.
Samainas wurden erstmals zur Zeit des Polykrates auf Samos gebaut und waren für Samos derart typisch, dass samische Kriegsgefangene mit dem Bild einer Samaina von den Athenern gebrandmarkt wurden (was sie nach dem Sieg über die Athener unter Perikles dadurch vergalten, dass sie Athener mit dem Bild einer Eule brandmarkten). Dass der Schiffstyp stark mit Samos identifiziert wurde, wird auch dadurch belegt, dass er auf samischen Münzen erschien, laut Suda war Samaina auch der Name einer Münze. Entsprechende Münzen wurden gefunden, z. B. eine auf 493 bis 489 v. Chr. datierte Tetradrachme von Zankle-Messana, auf der zwei Ruderreihen und ein eigentümlich geformter Bug zu erkennen sind.
Die Beschreibung des Schiffstyps bei Plutarch ist etwas unklar: man kann sie so interpretieren, dass der Bug bzw. der Rammsporn des Schiffes die Form eines Schweinekopfes oder Schweinerüssels hatte, oder, im übertragenen Sinn, dass der Rammsporn sich unter der Wasserlinie befand (so wie der Rüssel des Schweins beim Wühlen in der Erde verborgen ist) und daher auf die Entfernung nicht sichtbar war.
Thukydides berichtet von Ameinokles, einem Schiffsbauer aus Korinth, der für die Samier vier Schiffe baute. Ob es sich dabei um Samainas handelte, ist nicht sicher. Immerhin hatten die korinthischen Schiffsbauer die größte Erfahrung beim Bau von Schiffen mit mehreren Ruderreihen.